# Mollisia leucosphaeria
Mollisia leucosphaeria är en svampart som beskrevs av Rehm 1891. Mollisia leucosphaeria ingår i släktet Mollisia och familjen Dermateaceae.   Inga underarter finns listade i Catalogue of Life.